# Ashikaga Yoshimasa

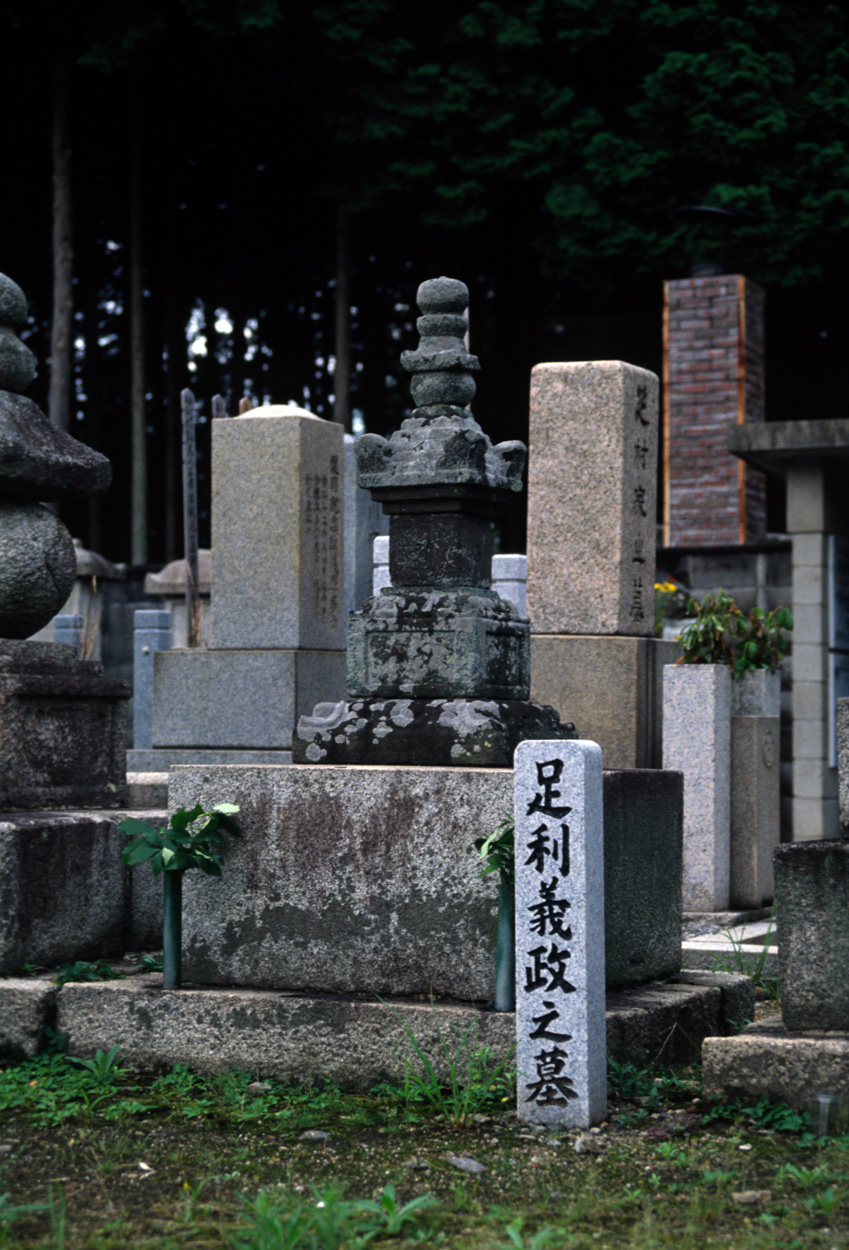
Ashikaga Yoshimasas Grab in Kyoto

Ashikaga Yoshimasa (jap. 足利 義政, * 20. Januar 1436
in Kyōto; † 27. Januar 1490 in Kyōto) war der achte Shōgun des Ashikaga-Shogunates und herrschte von 1449 bis 1473. Der Einfluss der unter seiner Gönnerschaft entstandenen Higashiyama-Kultur besteht in der japanischen Kunst bis in die Moderne. Inbegriff der Higashiyama-Kultur ist der von Yoshimasa erbaute Ginkaku-ji.

## Leben

### Frühe Lebensjahre
Ashikaga Yoshimasa war der zweite Sohn des sechsten Shōgun Ashikaga Yoshinori und dessen Gefährtin Hino Shigeko (jap. 日野 重子,* 1410; † 1463). Man wählte ihn nach dem Tod seines älteren Bruders, des siebten Shōgun Ashikaga Yoshikatsu, zu dessen Nachfolger. Yoshimasa wurde 1443 im Alter von acht Jahren zum Oberhaupt der Ashikaga Familie und 1449 im Alter von 14 Jahren nach seiner genbuku- (Mündigkeits-)Zeremonie zum Shōgun.
Yoshimasas frühe Regierungszeit war geprägt von Günstlingswirtschaft, was auch öffentlich verspottet wurde. Weiterhin war sein Hof bekannt für die Intrigen unter den Frauen seines Umfeldes, die um Yoshimasas Gunst eiferten. Unter seinen Lieblingen befand sich seine frühere Amme Imamairi-no-tsubone, auch O-Ima genannt. 1455 heiratete Yoshimasa im Alter von 20 Jahren die 15-Jahre alte Hino Tomiko (1440–1496). O-Imas Position geriet durch die Heirat mit Tomiko ins Wanken. Tomiko hatte 1459 eine Totgeburt und beschuldigte O-Ima der Hexerei. Yoshimasa verbannte O-Ima darauf auf eine Insel des Biwa-Sees. Es ist unklar, ob O-Ima schon auf dem Weg in die Verbannung Selbstmord beging oder von Yoshimasas Untergebenen umgebracht wurde.
Yoshimasas große Schwäche, seine Leidenschaft für das Bauen von Palästen, war bereits früh zu erkennen. Nach seiner Ernennung zum Oberhaupt der Ashikaga Familie zog 1443 Yoshimasa in den Karasumaru-Palast, den man daraufhin in großem Stil renovierte, um dem Sitz eines Shōgun gerecht zu werden. Kaum waren diese Arbeiten 1458 abgeschlossen, beschloss Yoshimasa, den Muromachi-Palast wiederzubeleben. Teile des Karasumaru-Palastes wurden abgebaut und am Muromachi-Palast wiederaufgebaut, der 1464 fertiggestellt wurde. Noch vor dessen Fertigstellung fing Yoshimasa 1462 mit dem Bau des Takakura-Palastes für seine Mutter, Hino Shigeko, an. Die Bauprojekte stellten eine große Belastung für die bereits erschöpften Staatskassen dar. Neu erlassene Sondersteuern führten zu Bevölkerungsaufständen (ikki), welche wiederum ab 1454 zu Schuldenerlassen führten.

### Nachfolgeprobleme und Ōnin-Krieg
Da Tomiko keine weiteren Kinder gebar, überzeugte Yoshimasa seinen jüngeren Bruder Yoshimi, der buddhistischer Priester war, zur Rückkehr nach Kyōto. Yoshimasa schwor Yoshimi, dass Yoshimi selbst im Falle einer Geburt eines Sohnes sein Nachfolger wäre. 1464 kehrte Yoshimi nach Kyōto zurück und wurde von Yoshimasa adoptiert. Hosokawa Katsumoto (1430–1473) übernahm die Rolle seines Beschützers.
Doch Tomiko gebar 1465, ein Jahr nach Yoshimis Rückkehr, einen Sohn, Ashikaga Yoshihisa. Sie machte Yamana Sōzen (1404–1473) zu Yoshihisas Beschützer und bat ihn, sich für Yoshihisa als Nachfolger einzusetzen.
Der Streit der Familien Shiba und Hatakeyama polarisierte 1466 die einflussreichen Familien Yamana und Hosokawa. Der Konflikt zwischen den Yamana und Hosokawa eskalierte am 2. Februar 1467 am Kami Goryō Schrein in Kyōto, worauf der Jahresname Bunshō, der unglückbringend zu sein schien, zu Ōnin geändert wurde. Am 27. Juni 1467 brachen Kämpfe zwischen den Familien aus, doch Yoshimasa bezog erst im Juli Stellung. Er befahl Yoshimi zusammen mit den Hosokawa die Yamana anzugreifen. Der Konflikt dehnte sich in den 11 Jahre dauernden Ōnin-Krieg aus, der den Beginn der Sengoku-Zeit markiert. Yoshimasa beteiligte sich nicht am Krieg, in dessen Verlauf fast ganz Kyōto niederbrannte. Er besaß keine Führungsqualitäten im Gegensatz zum Charisma seines Großvaters Yoshimitsu oder dem eisernen Willen seines Vaters Yoshinori, um den sich ausbreitenden Krieg Einhalt zu gebieten.
Noch vor dem Herbst 1467 befürchtete Yoshimi, dass Yoshimasa eigentlich mit den Yamana sympathisiere. Er zog sich aus den Kämpfen zurück, um die Beziehung mit Yoshimasa nicht zu strapazieren. Doch Yoshimasa wertete diesen Zug negativ und entschloss sich, trotz seines Eides, die Nachfolge auf seinen leiblichen Sohn Yoshihisa zu übertragen. Das gebrochene Versprechen war ein vermeintlicher Grund für die lang andauernde Gefechte zwischen den Yamana und Hosokawa, die für ihre selbsternannten Schützlinge kämpften (Yamana= Yoshihisa, Hosokawa= Yoshimi). Tatsächlich handelte es sich bei der Auseinandersetzung um ein Ringen um die Vormachtstellung in Japan.
Yoshimasa übertrug 1473 das Amt des Shōguns auf seinen achtjährigen Sohn Yoshihisa, blieb aber de facto Staatsführer. Die Beziehung zwischen Yoshimasa und Yoshihisa war gespannt, da Yoshihisa zwar nominell Shogun war, doch nicht dessen Macht besaß. Auch die Beziehung zwischen Yoshimasa und seiner Frau Tomiko verschlechterte sich. Nach wiederholten Auseinandersetzungen verließ Tomiko 1471 den Muromachi Palast.

### Späte Lebensjahre
Am 21. Februar 1482 begann Yoshimasa mit dem Bau seines Ruhesitzes in Higashiyama, der nach den ursprünglichen Bauplänen bis zu Yoshimasas Tod 1490 nicht vollendet wurde. Yoshimasa hatte den Entschluss zum Bau schon früh gefasst, doch verzögerte sich der Bau durch den Ōnin-Krieg. Nach Yoshimasas Einzug 1483 verlieh der Kaiser Go-Tsuchimikado dem Ruhesitz den Namen Higashiyama-dono (Higashiyama Palast).
Am 26. Juli 1485 wurde Yoshimasa zu einem buddhistischen Mönch und nahm den Namen Dōkei an. Sein Name ist dem Mönchsnamen Dōgi seines Großvaters, Ashikaga Yoshimitsu, ähnlich. Yoshimasa zeigte durch diesen Entschluss eine Abwendung vom Politischen und Weltlichen. Er nutzte seine Zeit nun, um den schönen Künsten nachzugehen. Yoshimasa gestaltete seinen Alterssitz nach eigener Ästhetik, wobei er selbst auf Details hohen Wert legte. Der Higashiyama-Palast ist das Paradebeispiel der Higashiyama-Kultur.
Yoshimasa litt ab 1485 an Lähmungen, die nach einem starken Anfall wegen des Todes seines Sohnes Yoshihisa 1489 zu einer linksseitigen Lähmung führten. Yoshimasa befürchtete nun in die Position des Shōguns zurückkehren zu müssen, doch seine Gesundheit verschlechterte sich zusehends. Yoshimi konnte auf Grund seiner Beteiligung im Ōnin-Krieg nicht zum Nachfolger ernannt werden. Yoshimi besuchte 1489 zusammen mit seinem Sohn Yoshitane Yoshimasa. Yoshimi war bei diesem Treffen mit den Roben eines Priesters gekleidet, um zu zeigen, dass er keinen Anspruch auf die Nachfolge erhob. Yoshimasa ernannte Yoshitane zu seinem Nachfolger. 1490 fiel Yoshimasa in ein Koma und starb am 28. Januar 1490.

## Leistungen
Yoshimasa gestaltete seinen Alterssitz gänzlich nach seinen ästhetischen Vorstellungen. Sein besonderes Interesse galt der detaillierten Gestaltung, von den Gebäudeplänen bis hin zu den Malwerken der Türen. Er sah Räume für seine Interessen, wie z. B. Japanische Teezeremonie Teezeremonie, religiöse Andachten, das Betrachten des Gartens usw., vor. Er kombinierte seine ästhetischen Vorstellungen mit der praktischen Ausführung seiner Interessen und schuf so eine der prägendsten künstlerischen Kulturen Japans, die Higashiyama-Kultur.